# Like.com
Like.com，是一个提供价格比较服务的网站，自我宣称是一个“商品的视觉搜索引擎”。

## 历史
Like.com由Riya公司创办。这家公司建立时的目标是开发一个用于识别图片中相似人脸的搜索引擎。在开展这项业务的过程中，Riya公司遇到很大的困难。后来，他们决定采用同样的技术，来提供不同的服务，于是创办了Like.com。Riya公司的首席执行官曼贾尔·沙阿（Munjal Shah）说：“同样的这项技术在搜索外表相似的产品时效果显著”。而公司首席技术官以及创始人之一的布拉克·戈图尔克（Burak Goturk）此前曾经进行过计算机视觉技术方面的工作，并且拥有20多项人脸识别方面的专利。
Like.com网站于2006年11月8日的Web 2.0会议上发布。Like.com从Bay Partners、BlueRun Ventures和Leepfrog Ventures等投资者那里募集了1950万美元。公司计划通过与零售网站关联的方式来赚取利润，对经由Like.com发往零售网站的订单收取10%的佣金。截至2006年11月，Like.com网站上已经有来自200家商户的200万件不同商品。
2010年8月，Google以大约1亿美元的价格收购Like.com。

## 特点
Like.com的搜索功能仅限於来自Amazon.com、Zappos.com等零售网站的珠宝、手提包、鞋和手表等商品。用户可通过浏览网站来搜索自己感兴趣的商品，或者发现与自之外表相似的其他商品。根据搜索结果，用户可以再选定商品图案的部分特征，从而进一步搜索到具有类似样式、形状和颜色的其他商品。这三项指标的权重可由用户自行设置，以得出符合自己期望的搜索结果。Like.com网站还计划开发新功能，允许用户上传自己的图片，经网站分析，返回具有相似外表的商品。

## 评价
邦比·弗朗西斯科（Bambi Francisco）在MarketWatch网站撰文，认为Like.com“代表着Google的Google Product Search、eBay的Shopping.com、E. W. Scripps的Shopzilla以及Become.com等价格比较搜索引擎的发展方向”。